# عيسى بن سلمان بن حمد آل خليفة
الشيخ عيسى بن سلمان بن حمد آل خليفة (مواليد 7 مارس 1990) عسكري بحريني ، وزير ديوان رئيس مجلس الوزراء منذ 2 يونيو 2025 وهو الإبن الأكبر للأمير سلمان بن حمد آل خليفة ولي العهد رئيس مجلس الوزراء وحفيد الملك حمد بن عيسى آل خليفة ملك مملكة البحرين.

## حياته
ولد الشيخ عيسى بن سلمان في 7 مارس 1990 وهو الإبن الأكبر للأمير سلمان بن حمد آل خليفة ولي العهد رئيس مجلس الوزراء ووالدته هي الشيخة هالة بنت دعيج آل خليفة.
درس في مدرسة ابن خلدون الخاصة خلال المرحلة الابتدائية. ودرس في مدرسة البحرين الخاصة خلال المرحلة الإعدادية والثانوية تخرج منها عام 2008. أكمل تعليمه العالي بالجامعة الأمريكية في واشنطن وحصل على درجة البكالوريوس في العلوم السياسية والإقتصاد في مايو 2012. التحق بالكلية البحرية الملكية البريطانية بمدينة دارتموث وتخرج منها في 17 ديسمبر 2015. وفي 7 يونيو 2023 نجح في دورة القيادة والاركان المشتركة بجامعة المشاة البحرية الأمريكية والتي تقع في مدينة كوانيتكو بولاية فريجينيا بالولايات المتحدة الأمريكية.

### المناصب التي شغلها
في 8 فبراير 2013 أصدر الملك حمد بن عيسى آل خليفة ملك مملكة البحرين أمراً ملكياً بتعينه رئيساً لمجلس أمناء وقف عيسى بن سلمان التعليمي الخيري.
وفي 20 أبريل 2014 أصدر الملك حمد بن عيسى آل خليفة ملك مملكة البحرين مرسوماً بتعينه نائباً لرئيس الهيئة العليا لنادي راشد للفروسية وسباق الخيل.
وفي 25 يناير 2021 أصدر الملك حمد بن عيسى آل خليفة ملك مملكة البحرين مرسوماً بتعيينه رئيساً للهيئة العليا لنادي راشد للفروسية وسباق الخيل.
وفي 12 أكتوبر 2023 أصدر ولي العهد الأمير سلمان بن حمد آل خليفة مرسوماً بإعادة تشكيل مجلس إدارة صندوق العمل حيث عينُ رئيساً مجلس إدارة صندوق العمل.
وفي 2 يونيو 2025 أصدر الملك حمد بن عيسى آل خليفة ملك مملكة البحرين مرسوماً ملكياً بتعيينه وزيراً لديوان رئيس مجلس الوزراء. 
الشيخ عيسى أيضاً عضو في اللجنة التنسيقية التي يرأسها والده الأمير سلمان بن حمد آل خليفة ولي العهد رئيس مجلس الوزراء ويعمل كذلك ضابط برتبة رائد بحري في سلاح البحرية الملكي البحريني التابع لقوة دفاع البحرين.

## أسرته
تزوج من الشيخة جواهر بنت عبدالله بن عيسى بن سلمان آل خليفة وله من الأبناء:
1. حمد (27 مايو 2014).[11]
2. عبدالله (8 مايو 2016).[12][13]
3. سلمان (29 مارس 2020).[14]